# Saint-George SA
Il Saint-George SA (in amarico: ቅዱስ ጊዮርጊስ ስፖርት ክለብ, Qədusə Giyorəgisə Yäʾəgərə Wasə Budənə) è una società calcistica etiope con sede ad Addis Abeba. Milita nella Prima Lega, la massima serie del campionato etiope di calcio.
Disputa le partite interne allo stadio Addis Abeba.

## Storia
Il club fu fondato ad Addis Abeba, nel distretto di Doro Manekia, dall'etiope Ayele Atnash e dal greco George Dukas, quando l'Italia fascista invase l'Etiopia nel 1935. La squadra, che collocò la propria sede presso il distretto di Arada di Addis Abeba, divenne rapidamente il simbolo del nazionalismo etiope e del desiderio di libertà della nazione.
Dopo la perdita dell'Etiopia da parte dell'Italia, il club Saint-George si trasformò in breve in un simbolo di identità per molti etiopi. Poiché non c'erano altre squadre etiopi, il Saint-George giocava esclusivamente contro squadre straniere.
Nel 1947 si formò un campionato nazionale etiope formata da tre squadre, St. George, Mechale e Ke'ay Bahir. Il club giocò in campionato per 25 anni, prima che il Derg riorganizzasse le leghe calcistiche nazionali, costringendo tutte le squadre esistenti a fermare ogni attività.
Quattro anni dopo, nel 1976, la squadra tornò con un nuovo nome, Birreria Addis Abeba, con cui continuò a farsi chiamare per diciannove anni.

## Stadio
Lo stadio di casa è lo stadio Addis Abeba della capitale etiope, impianto che può ospitare fino a 35 000 spettatori. Lo stadio è condiviso con altre squadre etiopi: Ethiopian Coffee, Defence, Template:Calcio Addis Abeba City, EEPCO e CBE SA. 
Edificato nel 1940, ai tempi dell'Africa Orientale Italiana, fu rinnovato nel 1999, in vista dell'edizione 2001 della Coppa delle nazioni africane Under-20. 

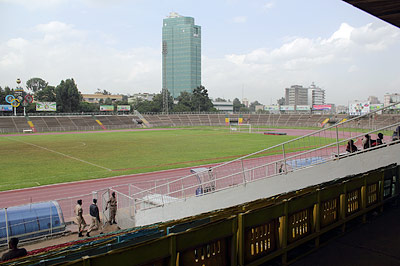
Veduta dello stadio Addis Abeba

## Palmarès

### Competizioni nazionali
- Campionato etiope: 31

1950, 1966, 1967, 1968, 1971, 1975, 1985, 1986, 1987, 1990, 1991, 1992, 1994, 1995, 1996, 1998-1999, 1999-2000, 2001-2002, 2002-2003, 2004-2005, 2005-2006, 2007-2008, 2008-2009, 2009-2010, 2011-2012, 2013-2014, 2014-2015, 2015-2016, 2016-2017, 2021-2022, 2022-2023
- Coppa d'Etiopia: 7

1952, 1953, 1970, 1977, 1998, 1999, 2004, 2011
- Supercoppa d'Etiopia: 9

1985, 1987, 1993, 1994, 1996, 2002, 2003, 2005, 2006

### Altri piazzamenti
- Campionato etiope:

Secondo posto: 1948-1949, 1952-1953, 1956-1957, 1963-1964, 1964-1965, 1973-1974, 1975-1976, 1979-1980, 1982-1983, 1987-1988, 1992-1993, 2000-2001, 2001-2002, 2010-2011, 2012-2013, 2017-2018
Terzo posto: 1959-1960, 1968-1969, 1977-1978, 1978-1979, 1988-1989, 1997-1998, 2003-2004
- Coppa d'Etiopia:

Finalista: 1997-1998, 2009-2010, 2012-2013, 2015-2016, 2017-2018
- CAF Champions League:

Semifinalista: 1967
- Coppa Kagame Inter-Club:

Semifinalista: 2011